# Хаваджа Мухаммад Джунаїд
Хаваджа Мухаммад Джунаїд (14 квітня 1966) — пакистанський хокеїст на траві.
Бронзовий призер Олімпійських Ігор 1992 року.